# Sargus baculventerus
Sargus baculventerus är en tvåvingeart som beskrevs av Yang och Chen 1993. Sargus baculventerus ingår i släktet Sargus och familjen vapenflugor. Inga underarter finns listade i Catalogue of Life.